# Waldfriedhof Zlín

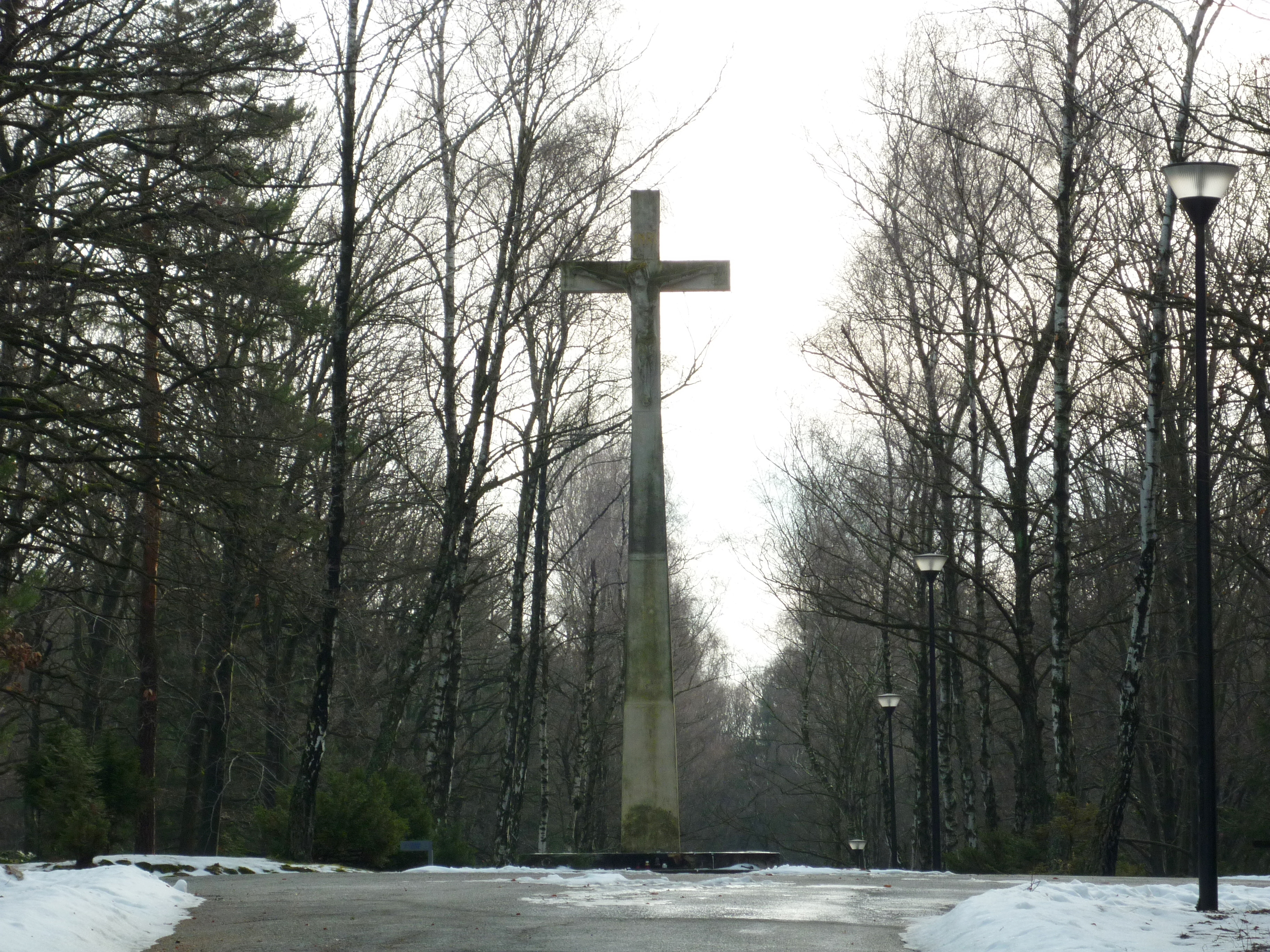
Waldfriedhof Zlín

Der Waldfriedhof Zlín (tschechisch: Lesní hřbitov ve Zlíně) ist der Zentralfriedhof der Stadt Zlín in Tschechien. Er hat eine Ausdehnung von 21 ha und liegt drei Kilometer südlich des Stadtzentrums von Zlín.

## Geographie
Der Friedhof befindet sich zwischen Zlín und Březnice auf einer Kuppe im Wisowitzer Bergland. Westlich führt die Straße II/497 von Zlín nach Uherské Hradiště vorbei. Nördlich erhebt sich der Barabaš (410 m), im Osten der Záhumenní (462 m), südwestlich der Balaš (386 m) und im Nordwesten die Tlustá horá (458 m).
Umliegende Ortschaften sind Zlín im Norden, Kudlov im Nordosten, Fabiánka im Osten, Březnice im Süden, Záhutí im Südwesten und U Majáku im Westen.

## Geschichte
Auf Initiative des Stadtarztes Rudolf Gerbec legte der Zlíner Unternehmer und Bürgermeister Tomáš Baťa am 20. Juni 1930 den Stadtverordneten einen von František Lydie Gahura entworfenen Plan zur Errichtung eines Zentralfriedhofes für die stark prosperierende Industriestadt vor. Dieser sollte außerhalb der Stadt in einer ruhigen Lage entstehen und für die Bestattungen der nächsten hundert Jahre ausreichend Platz bieten. Die Anlage mit rostförmigem Grundriss wurde für 30.000 Grabstätten in Erdbestattung konzipiert, wobei eine Liegezeit von 15 Jahren bis zur vollständigen Verwesung der Leichen angesetzt wurde. Inspiriert wurde der Architekt dabei durch den Waldfriedhof im nordböhmischen Haida und durch amerikanische Friedhöfe. Nach der Genehmigung des Vorhabens durch die Bezirksverwaltung Uherské Hradiště wurde 1931 mit der Anlegung begonnen. Am Schnittpunkt der Achsen entstand ein Steinkreuz mit einer Figur des Gekreuzigten.
Zu Allerseelen 1932 wurde der Friedhof feierlich geweiht. Zuvor erfolgten bereits die ersten Bestattungen. Der erste Beigesetzte war der Sohn des Stadtarztes Rudolf Gerbec. Am 14. Juli 1932 wurden nach einem tödlichen Absturz Tomáš Baťa und sein Pilot Jindřich Brouček beigesetzt. Ihre nebeneinander liegenden Grabstätten mit schlichten Grabplatten aus schwarzem Granit wurden von František Lydie Gahura gestaltet. Im Jahre 1934 wurde von der Bezirksstraße zum Friedhof ein Fahrweg angelegt. Nach Plänen des Architekten Jiři Čančík entstand 1978 auf dem Friedhof das Krematorium der Stadt Gottwaldov – heute wieder Zlín.
Heute ist der Friedhof mit einem 80–100-jährigen Mischwald bestanden, der außerhalb der durch Grabstätten genutzten Flächen als städtischer Wirtschaftswald dient. Von den derzeit 11.500 Grabstätten sind 4600 Erdbestattungsgräber, 2500 Urnengräber und 4500 Gemeinschaftsplätze.

## Gräber
Folgende bekannte Persönlichkeiten liegen auf dem Friedhof begraben:
- Tomáš Baťa (1876–1932), Unternehmer und Gründer des Baťa-Konzern
- Rudolf Gerbec (1871–1935), Arzt und Sozialreformer, Leiter des Sozialwerkes des Baťa-Konzerns
- František Lydie Gahura (1891–1958), Architekt
- Karel Zeman (1910–1989), Filmregisseur
- Hermína Týrlová (1900–1993), Regisseurin und Trickfilmproduzentin
- Karel Rachůnek (1979–2011), Eishockeyspieler